# Riccardo Chiarini

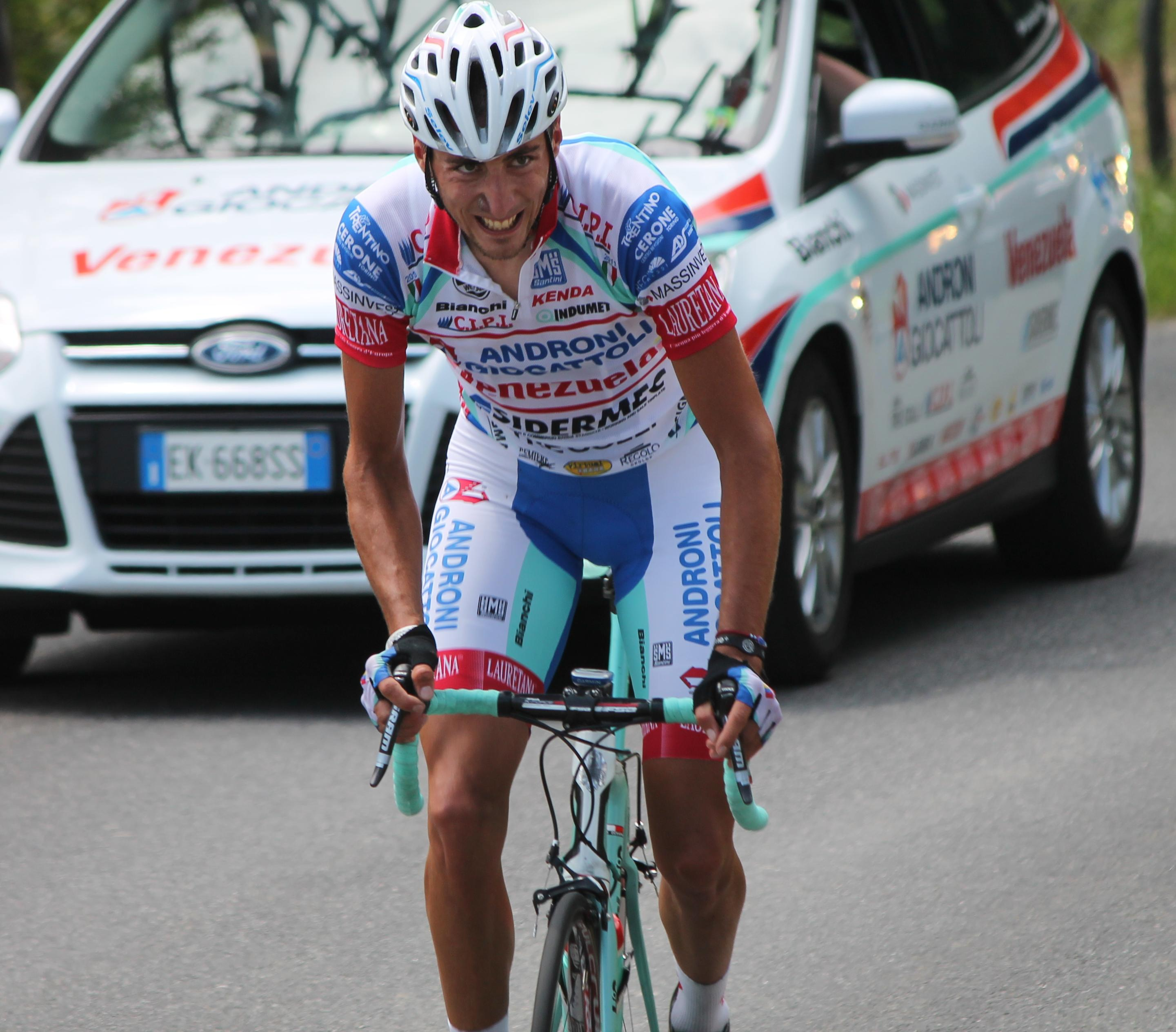
Riccardo Chiarini

Riccardo Chiarini (* 20. Februar 1984 in Faenza) ist ein ehemaliger italienischer Radrennfahrer. 
Er wurde 2006 Profi beim Radsportteam Androni Giocattoli und fuhr ab 2007 für das Team L.P.R., für das er 2008 erstmals am Giro d’Italia teilnahm und auf Platz 125 beendete. Im Folgejahr belegte er beim Giro Rang 118. Seinen größten Erfolg erzielte er im Jahr 2010 mit dem Gewinn des Eintagesrennens Trofeo Matteotti. Im Jahr 2011 wechselte er zurück zur Mannschaft Androni Giocattoli.
2014 wurde er bei einer Dopingkontrolle positiv auf EPO getestet und für zwei Jahre gesperrt.

## Erfolge
2010
- Trofeo Matteotti

## Teams
- 2006 3C Casalinghi Jet-Androni Giocattoli
- 2007 Team LPR
- 2008 LPR Brakes-Ballan
- 2009 LPR Brakes-Farnese Vini
- 2010 De Rosa-Stac Plastic
- 2011 Androni Giocattoli-C.I.P.I
- 2012 Androni Giocattoli-Venezuela
- 2013 Androni Giocattoli-Venezuela